# (12295) Tasso
(12295) Tasso (1991 PE3) – planetoida z pasa głównego asteroid okrążająca Słońce w ciągu 3,75 lat w średniej odległości 2,41 j.a. Odkryta 2 sierpnia 1991 roku.